# Susan Lim (parasitóloga)
Lee Hong Susan Lim (14 de febrero de 1952 – 2 de agosto de 2014), más generalmente Susan Lim, fue una parasitóloga malaya especializada en Monogenea, una clase de parásitos platelmintos importantes ectoparásitos de peces. Fue la primera y única comisionada malaya elegida a la Comisión Internacional en Nomenclatura Zoológica. Su búsqueda era principalmente en los campos de taxonomía y faunísticos, y en años más tardíos,  devino implicada en una gama ancha de disciplinas parasitológicas.
Ha sido considerada la principal especialista monogeneana en el sudeste asiático. Describió más de 100 nuevas especies para la ciencia y reasignó más de 100 otras,  devino la sexta más productiva científica en Monogenea (y mujer más importante) de todos los tiempos. También notable por describir un anexo enteramente nuevo mecanismo en la forma de neto-como las estructuras formaron por secreciones del haptor de algunos de sus gusanos.
Susan murió de cáncer en Petaling Jaya, Selangor, Malasia, en agosto de 2014, después de una enfermedad larga.

## Educación y carrera
Susan nació en Seremban en el Estado de Negeri Sembilan, Malasia, en febrero de 1952. Recibió su educación temprana en el Convento del Niño Santo Jesús, Seremban, y completó sus 6.os estudios en St Pauls Institución, Seremban. En 1971 ingresa a la Universidad de Malaya en Kuala Lumpur para estudiar zoología. Y en la misma universidad para su MSc y PhD, financiando sus estudios como tutor universitario. Su PhD, supervisado por el Prof. José I. Furtado, sobre parásitos Monogenea de peces de agua dulce y lo completó en 1987. En 1989, se le otorgó una ayudantía en el mismo departamento y en 2003 promovida a profesora plena en el Instituto de Ciencias Biológicas. Susan tuvo numeroso alumnado de posgrado y colaboraciones internacionales fuertes con especialistas en su campo.

## Premios y honores
- Profesorado pleno, Universidad de Malaya, 2003[4][8]
- Comisionada de la Comisión Internacional de Nomenclatura Zoológica, 2006–2014 (la única malaya elegida)[4]
- Membresía perpetua de la Sociedad malaya de Parasitología & Medicina Tropical, 2009.

## Vida personal
Susan se casó con George Liew, un botánico, en 1979 y tuvieron dos niños.

## Taxas epónimas
El genus Monogenea Susanlimae Boeger, Pariselle & Patella, 2015 fue nombrado por sus autores para "reconocer el hecho que la Dra. Lim fue muy responsable para la mayoría de nuestro conocimiento de la diversidad de Monogenea de Siluriformes asiáticos."
Las siguientes especies de Monogenea se nombraron en su honor:
- Calydiscoides limae Justine & Brena, 2009
- Cornudiscoides susanae Agrawal & Vishwakarma, 1996
- Dactylogyrus limae Timofeeva, Gerasev & Gibson, 1996
- Dactylogyrus limleehongae Gusev, 1985